# ボロウド・ヘヴン
『ボロウド・ヘヴン』（Borrowed Heaven）は、アイルランドのバンド、ザ・コアーズが2004年に発表した4作目のスタジオ・アルバム。

## 解説
ボノ、ギャヴィン・フライデー、モーリス・シーザーが共作した「タイム・イナフ・フォー・ティアーズ」は、アンドレア・コアーのソロ名義で映画『イン・アメリカ/三つの小さな願いごと』のサウンドトラックに提供された曲で、本作にはバッキング・トラックの異なる別ヴァージョンが収録された。「ボロウド・ヘヴン」にはレディスミス・ブラック・マンバーゾがゲスト参加しており、この曲のレコーディングは南アフリカ共和国ヨハネスブルグで行われた。
日本盤やオーストラリア盤には、ボーナス・トラック「ミラクル」が収録された。

## 収録曲
特記なき楽曲はザ・コアーズ作。12.はインストゥルメンタル。
1. サマー・サンシャイン - "Summer Sunshine" - 2:53
2. エンジェル - "Angel" - 3:26
3. ハイドアウェイ - "Hideaway" - 3:17
4. ロング・ナイト - "Long Night" - 3:47
5. グッバイ - "Goodbye" - 4:11
6. タイム・イナフ・フォー・ティアーズ - "Time Enough for Tears" (Bono, Gavin Friday, Maurice Seezer) - 5:03
7. ハンドラム - "Humdrum" - 3:43
8. イーヴン・イフ - "Even If" - 3:03
9. ボロウド・ヘヴン - "Borrowed Heaven" - 4:21
10. コンフィデンス - "Confidence for Quiet" - 3:11
11. ベイビー・ビー・ブレイヴ - "Baby Be Brave" - 3:58
12. シルヴァー・ストランド - "Silver Strand" - 4:26

### ボーナス・トラック
1. ミラクル - "Miracle" - 4:00

## 参加ミュージシャン
- アンドレア・コアー - ボーカル、ティン・ホイッスル
- シャロン・コアー - ヴァイオリン、バッキング・ボーカル
- キャロライン・コアー - バウロン、ドラムス、パーカッション、バッキング・ボーカル
- ジム・コアー - ギター、ピアノ、キーボード

アディショナル・ミュージシャン
- オレ・ロモ - プログラミング
- ジョン・オブライエン - プログラミング
- ティム・ピアース - ギター(on 2. 6. 8.)
- アンソニー・ドレナン - ギター(on 12.)
- Pecka Erkesjo - ベース(on 12.)
- ジョン・バトゥン - コントラバス(on 6.)
- Jim McGorman - ピアノ(on 1.)
- ジェフ・バブコ - ピアノ(on 6.)
- レディスミス・ブラック・マンバーゾ - バッキング・ボーカル(on 9.)
- Max Surla - オーケストラ・アレンジ